# Gian-Luca Itter
Gian-Luca Itter (Gießen, 5 gennaio 1999) è un calciatore tedesco, difensore del Greuther Fürth.

## Caratteristiche tecniche
Nasce calcisticamente come centrocampista centrale, grazie a questo ha sviluppato un'ottima capacità di impostazione che lo rende diverso rispetto a molti giocatori del suo stesso ruolo, ha arretrato il suo raggio d'azione venendo spostato come terzino sinistro.Possiede una grande capacità di corsa abbinata a un grande spirito di sacrificio e,come detto prima, ciò che lo rende unico è la sua ottima capacità di impostazione
Ha un fratello gemello, Davide Itter che gioca come terzino destro nell'Osnabruck e di cui è stato compagno nelle giovanili del Wolfsburg

## Carriera

### Club
Cresciuto nelle giovanili del Wolfsburg, ha esordito il 22 settembre 2017 in un match pareggiato 2-2 contro il Bayern Monaco.
Nel 2019 passa al Friburgo per una cifra vicina ai 2,5 milioni di euro.

### Nazionale
Ha giocato nelle nazionali giovanili tedesche Under-15, Under-16, Under-17, Under-19 ed Under-20.

## Statistiche

### Presenze e reti nei club
Statistiche aggiornate al 24 dicembre 2017.
| Stagione        | Squadra         | Campionato      | Campionato | Campionato | Coppe nazionali | Coppe nazionali | Coppe nazionali | Coppe continentali | Coppe continentali | Coppe continentali | Altre coppe | Altre coppe | Altre coppe | Totale | Totale | Totale |
| Stagione        | Squadra         | Comp            | Pres       | Reti       | Comp            | Pres            | Reti            | Comp               | Pres               | Reti               | Comp        | Pres        | Reti        | Pres   | Reti   |        |
| --------------- | --------------- | --------------- | ---------- | ---------- | --------------- | --------------- | --------------- | ------------------ | ------------------ | ------------------ | ----------- | ----------- | ----------- | ------ | ------ | ------ |
| 2017-2018       | Wolfsburg       | BL              | 4          | 0          | CG              | 0               | 0               |                    | -                  | -                  |             | -           | -           | 4      | 0      |        |
| Totale carriera | Totale carriera | Totale carriera | 4          | 0          |                 | 0               | 0               |                    | -                  | -                  |             | -           | -           | 4      | 0      |        |

## Palmarès

### Individuale
- Fritz-Walter-Medaille: 1

2016 (Under-17)